# Scott Bakula
Scott Stewart Bakula (Saint Louis, 9 de outubro de 1954) é um ator norte-americano.
Destacou-se como protagonista da telessérie Quantum Leap (Contratempos, no Brasil), pelo qual foi premiado com o Globo de Ouro de melhor ator em série dramática em 1991.
Em 1988, foi indicado para um Tony Award por sua atuação no musical da Broadway Romance, Romance, de que foi o protagonista. Entre 2001 e 2005, atuou no seriado Star Trek: Enterprise, interpretando o papel principal de capitão Jonathan Archer. Recentemente, fez uma participação especial no seriado da NBC, Chuck. Protagonizou, ao lado do ator Ray Romano, o seriado Men of a Certain Age.
Atualmente é protagonista da série NCIS: New Orleans, exibida pela CBS. 

## Vida pessoal
O ator casou-se com Krista Neumann em 1981 e com ela teve dois filhos, Chelsy (nasc. 1984) e Cody (nasc. 1991 - adotado). Divorciaram-se em 1995. No ano seguinte, Bakula iniciou um relacionamento com a atriz Chelsea Field em 2009, e eles têm dois filhos, Will Botfield e Owen Barrett.

## Filmografia

### Filmes
| Ano  | Título                           | Título (Brasil)                      | Papel                       | Notas |
| ---- | -------------------------------- | ------------------------------------ | --------------------------- | ----- |
| 1990 | Sibling Rivalry                  | Tem um morto ao meu lado             | Harry Turner                |       |
| 1991 | Necessary Roughness              | Rugosidade Necessária                | Paul Blake                  |       |
| 1994 | Color of Night                   | A Cor da Noite                       | Bob Moore                   |       |
| 1994 | A Passion to Kill                | Uma paixão para matar                | Dr. David Lawson            |       |
| 1995 | Lord of Illusions                | O Mestre das Ilusões                 | Harry D'Amour               |       |
| 1995 | My Family                        | Minha Família                        | David Ronconi               |       |
| 1997 | Cats Don't Dance                 | Gatos Não Sabem Dança                | Danny                       | Voz   |
| 1998 | Major League: Back to the Minors | Liga Principal: De volta aos menores | Gus Cantrell                |       |
| 1999 | American Beauty                  | Beleza Americana                     | Jim Olmeyer                 |       |
| 2000 | Above Suspicion                  | Quando A Suspeita Condena            | James Stockton              |       |
| 2000 | Luminarias                       | Luminarias                           | Joseph                      |       |
| 2001 | Life as a House                  | Tempo de Recomeçar                   | Oficial Kurt Walker         |       |
| 2002 | Role of a lifetime               | Papel de uma vida                    | Bobby Cellini / Buck Steele |       |
| 2009 | The Informant!                   | O Desinformante                      | Agente do FBI Brian Shepard |       |
| 2011 | Source Code                      | Contra o Tempo                       | Pai de Colter               | Voz   |
| 2011 | The Captains                     | Os Capitães                          | Ele mesmo                   |       |
| 2013 | Geography Club                   | Clube de Geografia                   | Carl Land                   |       |
| 2013 | Enter the Dangerous Mind         | Entre na Mente Perigosa              | Kevin                       |       |
| 2014 | Elsa & Fred                      | Elsa & Fred                          | Raymond Hayes               |       |
| 2016 | Me Him Her                       | Eu ele ela                           | Mr. Ehrlick                 |       |
| 2016 | L'estate addosso                 | Sobre Viagens e Amores               | Pai de Paul                 |       |
| 2017 | Basmati Blues                    | Basmati dos azuis                    | Eric                        |       |

### Televisão
| Ano       | Título                                       | Papel                        | Notas                                       |
| --------- | -------------------------------------------- | ---------------------------- | ------------------------------------------- |
| 1986      | Walt Disney's Wonderful World of Color       | Jeffrey Wilder               | Episódio: "I-Man"                           |
| 1986      | My Sister Sam                                | Peter Strickland             | Episódio: "Teacher's Pet"                   |
| 1986–87   | Gung Ho                                      | Hunt Stevenson               | 9 episódios                                 |
| 1986–88   | Designing Women                              | Ted Shively                  | 5 episódios                                 |
| 1987      | CBS Summer Playhouse                         | Dr. Sanderson                | Episódio: "Infiltrator"                     |
| 1987      | Matlock                                      | Jeb Palmer                   | 2 episódios                                 |
| 1987      | The Last Fling                               | Drew                         | Filme de televisão                          |
| 1988      | Eisenhower and Lutz                          | Barnett M. "Bud" Lutz, Jr.   | 13 episódios                                |
| 1989–93   | Quantum Leap                                 | Dr. Samuel "Sam" Beckett     | Papel principal; também dirigiu 3 episódios |
| 1992      | In the Shadow of a Killer                    | Det. David Mitchell          | Filme de televisão                          |
| 1993      | Mercy Mission: the Rescue of Flight 771      | Jay Parkins                  | Filme de televisão                          |
| 1993      | For Goodness Sake                            | Henry                        | Short                                       |
| 1993–96   | Murphy Brown                                 | Peter Hunt                   | 13 episódios                                |
| 1994      | Nowhere to Hide                              | Kevin Nicholas               | Filme de televisão                          |
| 1994      | Men, Movies & Carol                          | Ele mesmo                    |                                             |
| 1994      | Dream On                                     | Aaron Hendrick, Kidnapper #1 | 2 episódios                                 |
| 1995      | The Invaders                                 | Nolan Wood                   | Minissérie                                  |
| 1995      | Prowler                                      | Jack Harcher                 | Filme de televisão                          |
| 1996      | The Bachelor's Baby                          | Jake Henry                   | Filme de televisão                          |
| 1996–97   | Mr. & Mrs. Smith                             | Mr. Smith                    | 13 episódios                                |
| 1998      | Adventures from the Book of Virtues          | Elbegast the Robber Knight   |                                             |
| 1999      | NetForce                                     | Alex Michaels                | Filme de televisão                          |
| 1999      | Mean Streak                                  | Det. Lou Mattoni             | Filme de televisão                          |
| 2000      | In the Name of the People                    | John Burke                   | Filme de televisão                          |
| 2000      | Papa's Angels                                | Grins Jenkins                | Filme de televisão                          |
| 2000      | Father Can't Cope                            | Wes Harrison                 | Filme de televisão                          |
| 2000      | The Trial of Old Drum                        | George Graham Vest           | Filme de televisão                          |
| 2001–05   | Star Trek: Enterprise                        | Capitão Jonathan Archer      | Papel principal                             |
| 2001      | A Girl Thing                                 | Paul Morgan                  |                                             |
| 2001      | What Girls Learn                             | Nick                         | Filme de televisão                          |
| 2001      | Late Boomers                                 | Teddy Barnett                | Filme de televisão                          |
| 2003      | The Ticket                                   | Dunniger                     | Short                                       |
| 2006–10   | The New Adventures of Old Christine          | 'Papa Jeff' Hunter           | 4 episódios                                 |
| 2007      | American Body Shop                           | Maury                        | Episódios: "Juicy Lou's"                    |
| 2007      | Blue Smoke                                   | John Minger                  | Filme de televisão                          |
| 2008      | Boston Legal                                 | Jack Ross                    | Episódios: "Glow in the Dark"               |
| 2008      | State of the Union                           | Chris Fulbright              | 4 episódios                                 |
| 2009      | Guys and Dolls at the Hollywood Bowl         | Nathan Detroit               | Vídeo                                       |
| 2009–10   | Chuck                                        | Stephen J. Bartowski         | 7 episódios                                 |
| 2009–11   | Men of a Certain Age                         | Terry Elliott                | Papel principal                             |
| 2012      | Desperate Housewives                         | Trip Weston                  | 5 episódios                                 |
| 2012      | Law & Order: Special Victims Unit            | Kent Webster                 | Episódio: "Vanity's Bonfire"                |
| 2012      | Family Guy                                   | Ele mesmo                    | Episódio: "Burning Down the Bayit"          |
| 2012      | Table for Three                              | Robert Morton                | Filme de televisão                          |
| 2013      | Behind the Candelabra                        | Bob Black                    | Filme de televisão                          |
| 2013      | Two and a Half Men                           | Jerry                        | Episódio: "Bazinga! That's From a TV Show"  |
| 2013      | Untitled Bounty Hunter Project               | Pete                         | Filme de televisão                          |
| 2013      | NFL Training Video: How Not to Murder People | Referee                      | Short                                       |
| 2014      | Caper                                        | Pete Blue                    |                                             |
| 2014–15   | Looking                                      | Lynn                         | 8 episódios                                 |
| 2014–17   | NCIS                                         | Dwayne Pride                 | 4 episódios                                 |
| 2014–2021 | NCIS: New Orleans                            | Dwayne Pride                 | Papel principal                             |
| 2016      | Brothers Take New Orleans                    | Ele mesmo                    | Episódio: "Welcome to the Big City"         |
| 2017      | It's Always Sunny in Philadelphia            | Ele mesmo                    | Episódio: "The Gang Turns Black"            |
| 2017      | Cash Cab                                     | Ele mesmo                    | Edição de celebridades                      |